# Tyus Edney
Tyus Dwayne Edney (né le 14 février 1973 à Gardena, Californie) est un ancien joueur américain de basket-ball, considéré comme l'un des meilleurs joueurs universitaires de l'histoire. Edney joue au poste de meneur. Il mesure 1,78 m pour 88 kg.

## Carrière
Il évolue à UCLA de 1991 à 1995, menant les Bruins au titre de champion NCAA 1995.  
À la fin de sa carrière universitaire, il est sélectionné par les Sacramento Kings au second tour (47e rang) de la draft 1995. Il joue avec les Kings durant deux saisons (1995-1997). Il dispute encore deux saisons en NBA, avec les Celtics de Boston en 1997-1998, puis les Pacers de l'Indiana en 2000-2001. Entre ces deux dernières saisons, il intègre les rangs du Žalgiris Kaunas, remportant l'Euroligue et le titre de MVP du Final Four en 1999. Pour la saison 1999-2000, il rejoint l'équipe italienne du Benetton Treviso, qui s'inclinera en finale du championnat et en finale de la coupe d'Italie.
Après son départ de la NBA en 2001, il évolue dans de nombreuses équipes européennes, dont un nouveau passage au Benetton Treviso de 2001 à 2004, avec qui il remporte le championnat en 2002 et 2003, la coupe d'Italie en 2003 et 2004 et la Supercoupe d'Italie en 2002 et 2003, et disputant la finale de l'Euroligue en 2003. Il rejoint ensuite la Lottomatica Roma pour la saison 2004-2005. Après cette saison 2004-2005, Edney intègre les rangs de l'Olympiakos. Il est considéré comme l'un des joueurs devant permettre la reconstruction de l'équipe grecque, mais il ne restera que pour la saison 2005-2006. En 2006-2007, il retourne en Italie pour jouer pour le Climamio Bologna. Pour la saison 2008-2009, il joue pour Cajasol Sevilla, puis est transféré en janvier 2009 au club polonais Turów Zgorzelec.